# Roberto Reinaldo Cáceres González
Roberto Reinaldo Cáceres González (* 16. April 1921 in Buenos Aires; † 13. Januar 2019 in Montevideo) war ein argentinischer Geistlicher und römisch-katholischer Bischof von Melo in Uruguay.

## Leben
Roberto Reinaldo Cáceres González, Sohn einer uruguayischen Familie, wurde in Buenos Aires geboren. Die Familie kehrte nach mehrjährigem Aufenthalt in Argentinien nach Uruguay zurück, wo er Philosophie und Theologie studierte. Er empfing am 15. Juli 1945 in Montevideo die Priesterweihe für das Erzbistum Montevideo.
Papst Johannes XXIII. ernannte ihn am 2. Januar 1962 zum Bischof von Melo. Der Apostolische Nuntius in Uruguay, Erzbischof Raffaele Forni, spendete ihm am 19. März desselben Jahres die Bischofsweihe; Mitkonsekratoren waren Miguel Paternain CSsR, emeritierter Bischof von Florida, und Orestes Santiago Nuti Sanguinetti SDB, Bischof von Canelones. Sein Wahlspruch war „In nomine Domini“. Er nahm an allen vier Sitzungsperioden des Zweiten Vatikanischen Konzils teil.
Am 23. April 1996 nahm Papst Johannes Paul II. seinen altersbedingten Rücktritt an.